# Liebknechtbrücke
De Liebknechtbrücke (vaak ook Karl-Liebknecht-Brücke) is een brug over de Spree in de Duitse hoofdstad Berlijn. De brug verbindt het deel van de Karl-Liebknecht-Straße dat langs de Lustgarten loopt met de rest van de straat in de richting van de Alexanderplatz. Sinds de 17e eeuw bevindt er zich op deze plaats een brug. De huidige brug is in 1949/50 gebouwd op de resten van de vorige.

## Geschiedenis
In de 17e eeuw werd er op de plaats waar nu de Liebknechtbrücke ligt een houten voetgangersbrug gebouwd. Zij werd de Burgbrücke genoemd en verbond de Lustgarten met het oude Cölln. De brug werd later de Kavalierbrücke genoemd, naar het cavaleriegebouw van het Berliner Stadtschloss. In 1709 stortte de brug in doordat een grote mensenmassa zich op de brug had verzameld. Hierbij vielen veertig doden.

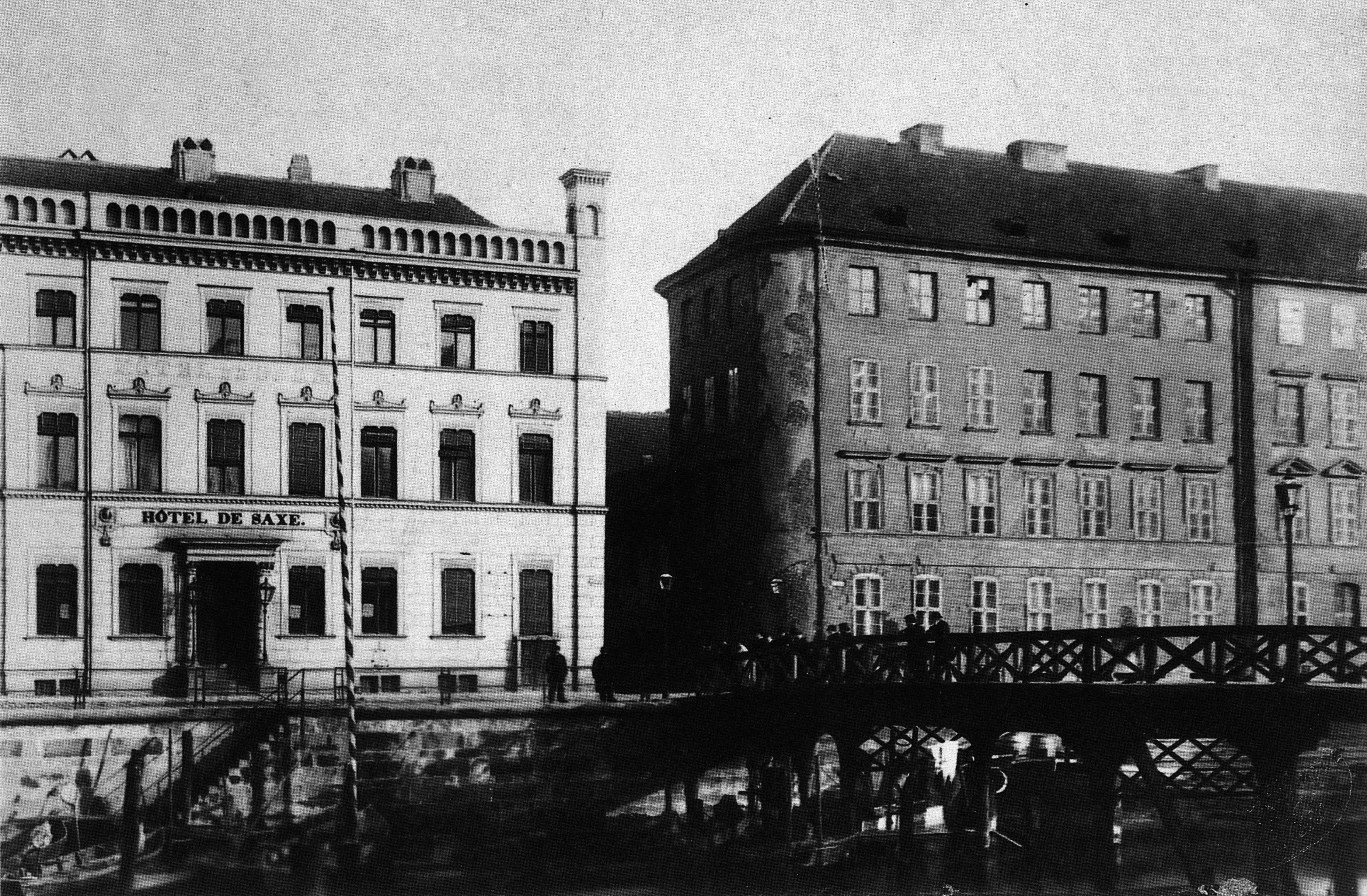
De Kavalierbrücke in 1875

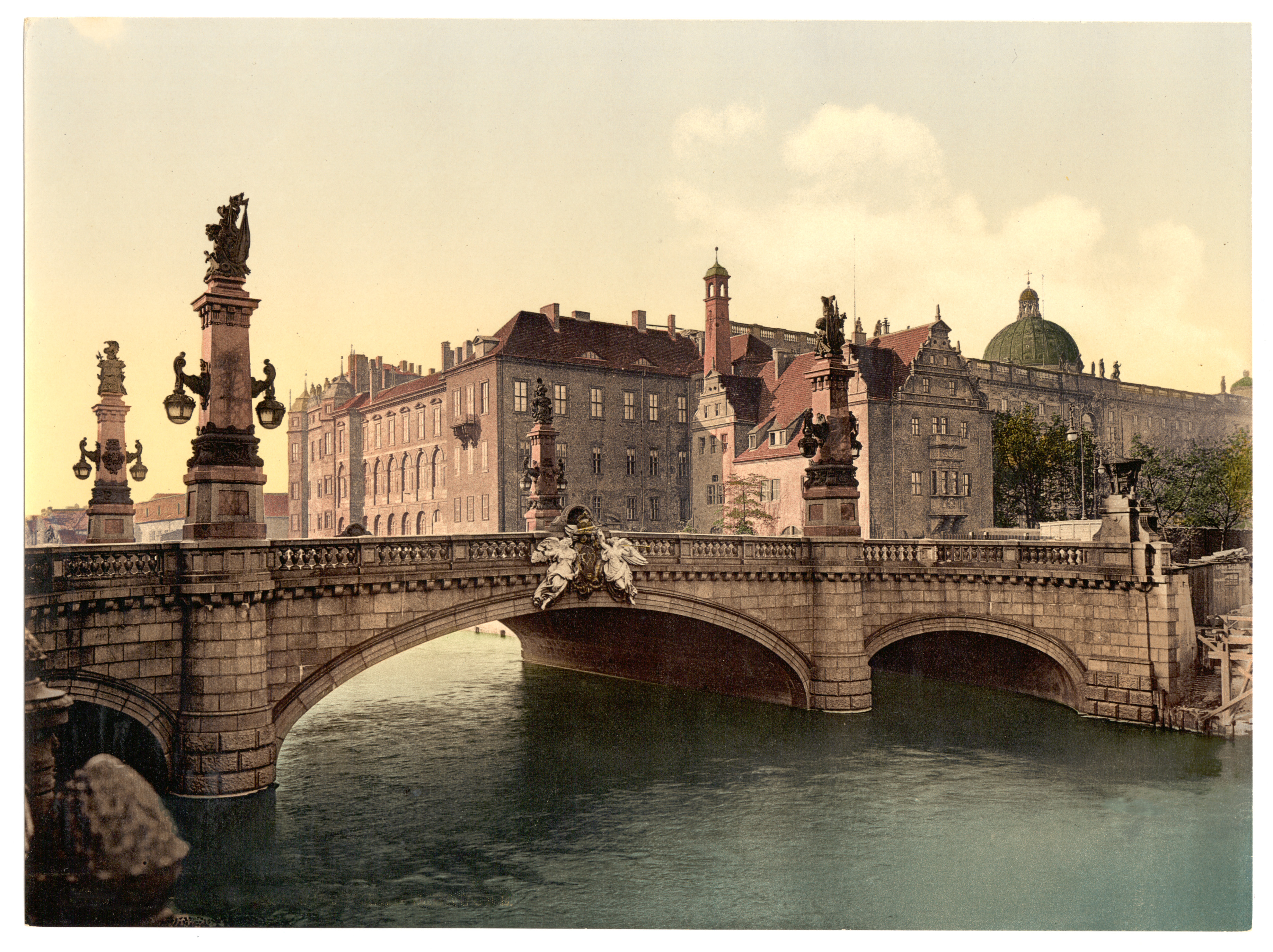
De Kaiser-Wilhelm-Brücke rond 1900

In 1832 werd er een nieuwe houten Kavalierbrücke gebouwd. Deze brug was 50 meter lang en 4 meter breed. De voetgangers die via deze brug de Spree over wilden steken moesten een Sechser (zes Pfennig) tol betalen. De brug werd hierom ook wel de Sechserbrücke genoemd.
De Kavalierbrücke heeft veertig jaar bestaan. Keizer Wilhelm II vond dat op deze belangrijke plaats in het centrum van Berlijn zo dicht bij het Berliner Stadtschloss een Prachtbrücke (pronkbrug) van steen moest verrijzen. Het toenemende verkeer maakte dit ook noodzakelijk. In 1886 begon men met de bouw van de Kaiser-Wilhelm-Brücke. De brug was rijk versierd met beelden en vier obelisken met lantaarns. Op deze lantaarns bevonden zich de, nog steeds bestaande, 1,75 meter hoge bronzen berenkoppen. Boven de middelste boog verschenen allegorieën van de oorlog en van de vrede.
In maart 1938 werd de brug afgebroken naar aanleiding van de plannen van Hitler voor de transformatie van Berlijn in de Welthauptstadt Germania. De brug zou deel gaan uitmaken van de toekomstige oost-westas en werd hiervoor niet breed genoeg geacht.
Het is niet meer gekomen tot de bouw van een nieuwe brug. In 1943 werd er een tijdelijke houten brug gebouwd, maar die werd tijdens de Slag om Berlijn aan het einde van de Tweede Wereldoorlog opgeblazen. De sovjetautoriteiten besloten tot de bouw van wederom een tijdelijke houten voetgangersbrug. In 1949 werd uiteindelijk begonnen met de bouw van de huidige brug die naar Karl Liebknecht werd vernoemd omdat hij in 1918 tijdens de Novemberrevolutie de brug was overgestoken op weg naar het Stadtschloss om daar de Socialistische Republiek Duitsland uit te roepen.